# جريس عصا يعقوب
الجريس، الجريسة  أو عصا يعقوب أو سريس أو الجريسات (باللاتينية: Campanula rapunculus) هو نوع نباتي ينتمي إلى جنس الجريس من الفصيلة الجريسية.

## الموئل والانتشار
موطنه بلاد الشام والمغرب العربي والقوقاز ومعظم مناطق أوروبا.

## مرادفات للاسم العلمي
- (باللاتينية: Campanula calycina Boeber ex Schult.)
- (باللاتينية: Campanula castellana Pau)
- (باللاتينية: Campanula coarctata Gilib. [Invalid])
- (باللاتينية: Campanula decurrens Thore [Illegitimate])
- (باللاتينية: Campanula elatior Link & Hoffmanns.)
- (باللاتينية: Campanula esculenta Salisb. [Illegitimate])
- (باللاتينية: Campanula fastigiata S.G.Gmel. [Invalid])
- (باللاتينية: Campanula glandulosa Banks ex A.DC.)
- (باللاتينية: Campanula patula var. rapunculus (L.) Kuntze)
- (باللاتينية: Campanula rapuncula St.-Lag. [Spelling variant])
- (باللاتينية: Campanula rapunculus var. bracteosa Willk.)
- (باللاتينية: Campanula rapunculus var. calycina (Boeber ex Schult.) A.DC.)
- (باللاتينية: Campanula rapunculus var. cymosospicata Willk.)
- (باللاتينية: Campanula rapunculus var. hirsuta Schur)
- (باللاتينية: Campanula rapunculus f. hirsutissima Faure)
- (باللاتينية: Campanula rapunculus var. hirta Murr)
- (باللاتينية: Campanula rapunculus var. micrantha Beyer)
- (باللاتينية: Campanula rapunculus var. racemosopaniculata Willk.)
- (باللاتينية: Campanula rapunculus subsp. rapunculus)
- (باللاتينية: Campanula rapunculus var. reclinata Griseb.)

## معرض صور

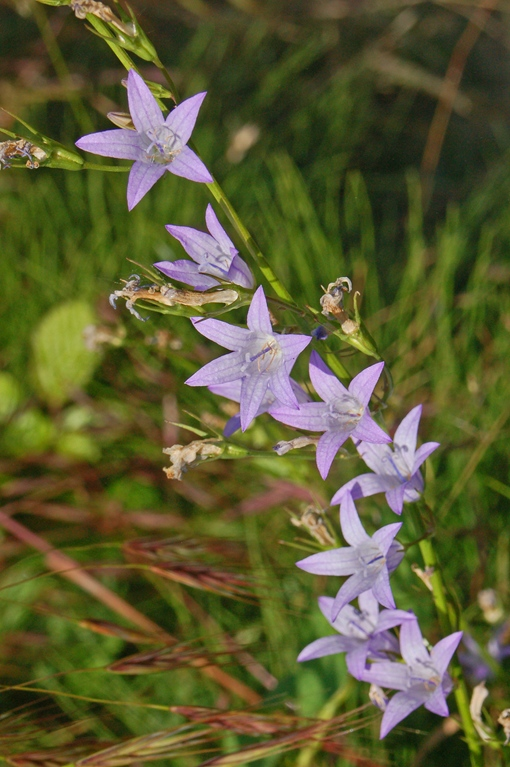
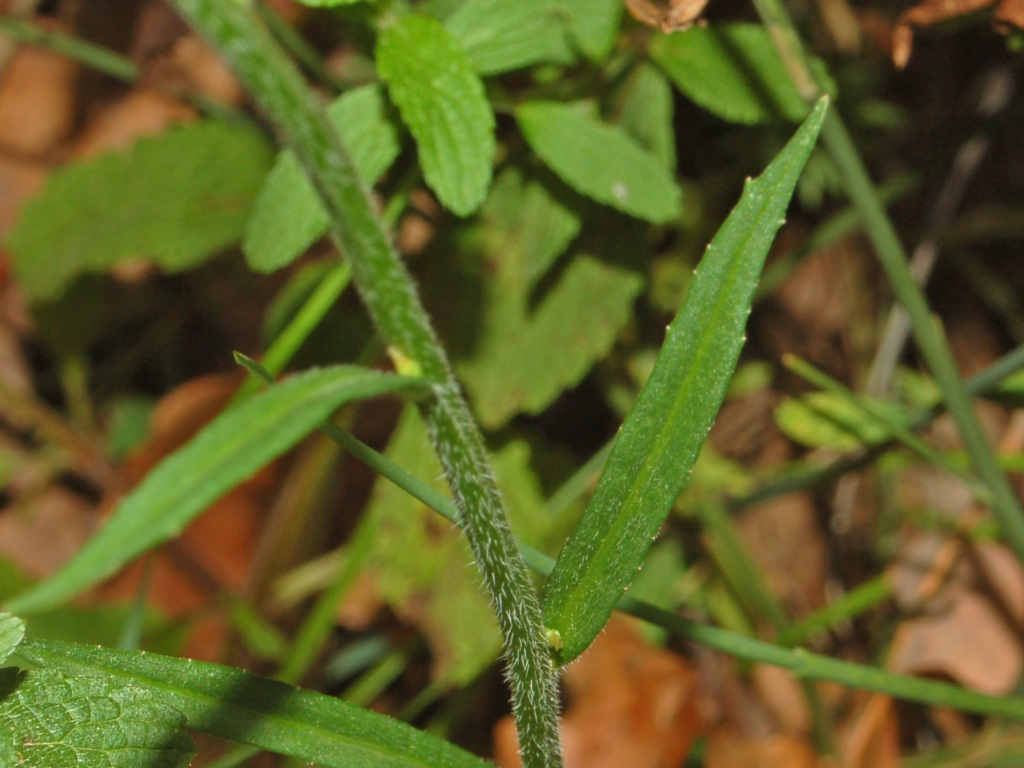
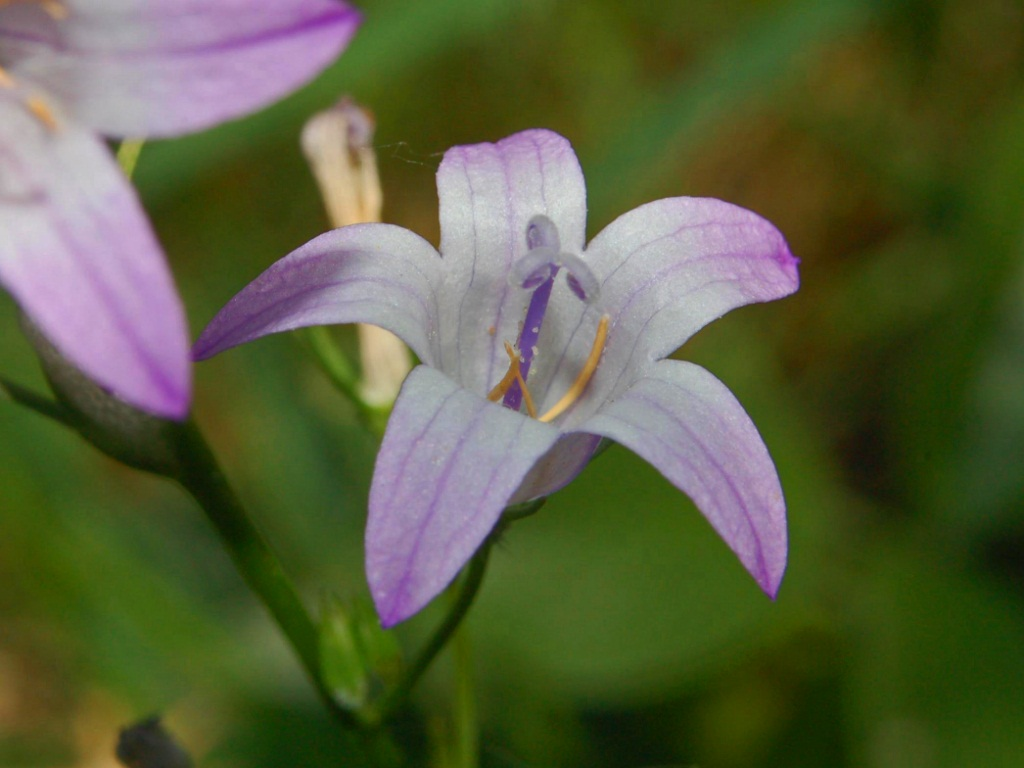
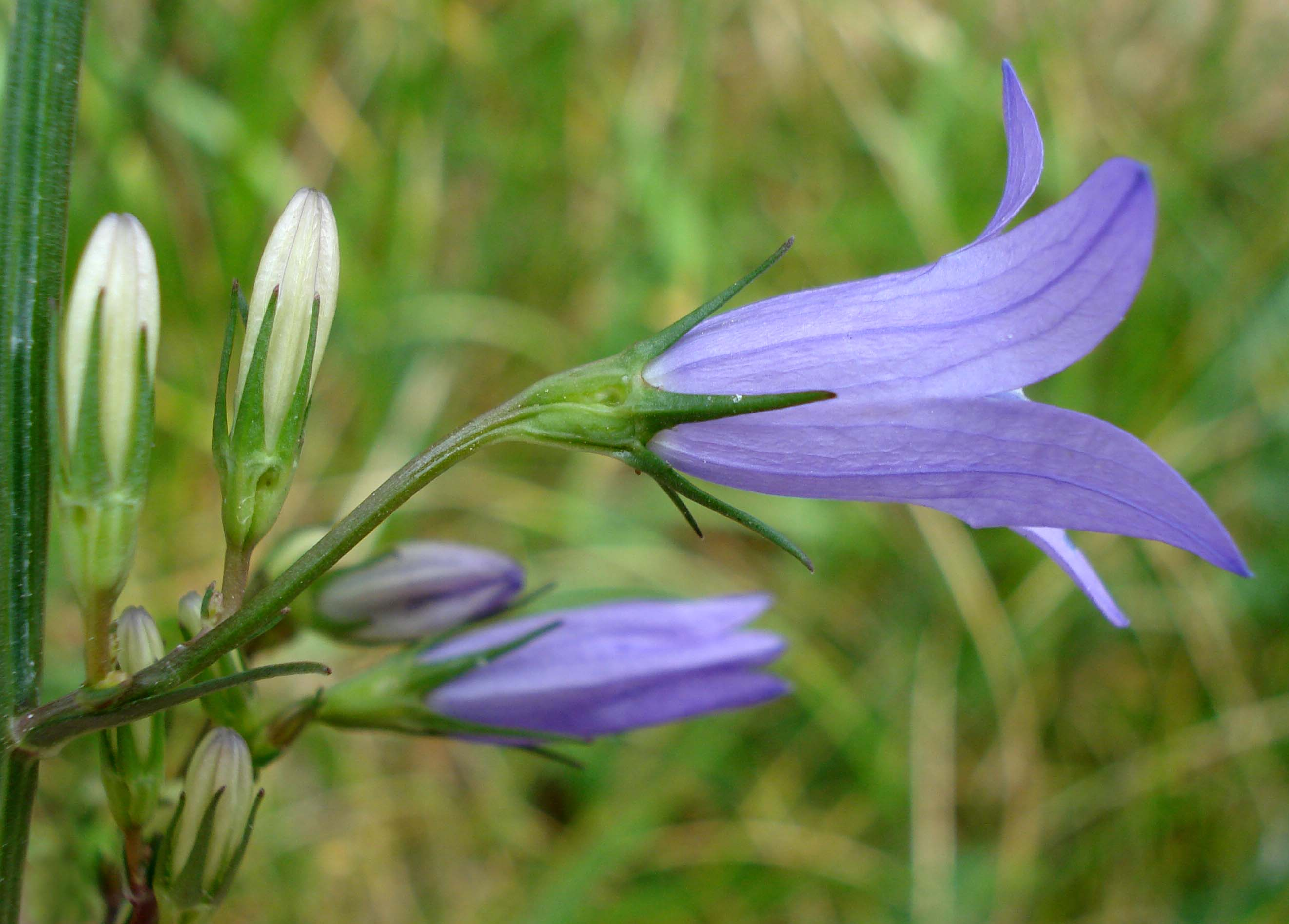
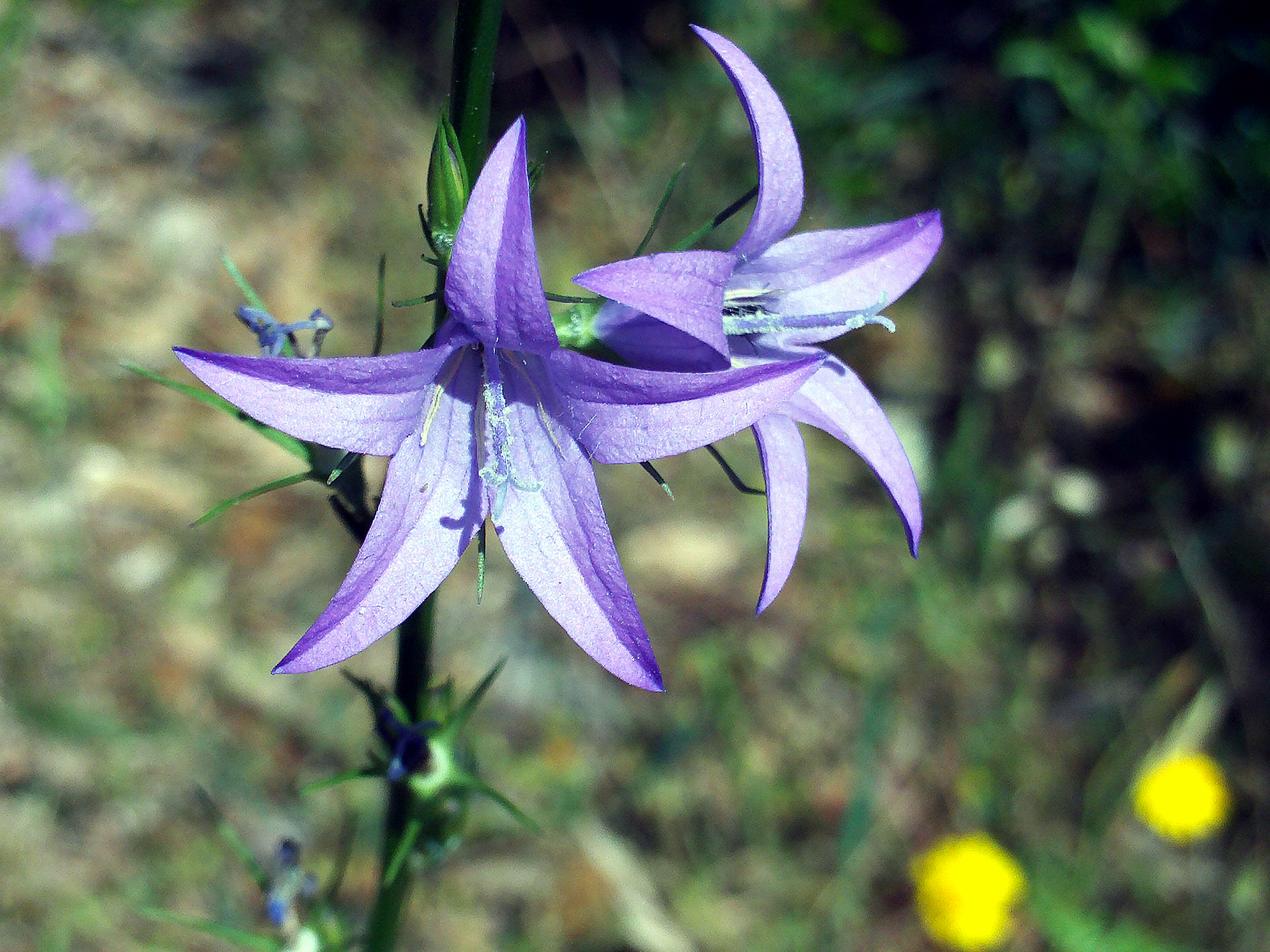